# Den nya romanen
Den nya romanen (franska: le nouveau roman) är ett slags romanform där språket, stilen och formen står i centrum och den episka berättelsen är sekundär. Ofta är berättandet fragmentariskt, och tiden upplöst med hopp och omtagningar. Inte sällan fokuseras texten kring detaljerade beskrivningar av ting och situationer. Ett exempel är romanen La Jalousie (1957) av Alain Robbe-Grillet.

## Bakgrund
Detta sätt att skriva uppkom på 1950-talet, och företräds främst av franska författare som Nathalie Sarraute, Michel Butor, Alain Robbe-Grillet samt Claude Simon.  Begreppet nouveau roman lanserades av författaren och litteraturteoretikern Roland Barthes. Sättet att skriva bär tydliga spår av William Faulkner och Marcel Proust. Den första nya romanen anses vara Tropismes (1938) av Nathalie Sarraute.
Författarna inom den nya romanen var individualister, som inte hade något annat gemensamt än en motvilja mot traditionella litterära uttryck. De betraktade inte sig själva som en del av någon grupp, utan rörelsen lanserades av tidskriften L'Éxpress, bokförlaget Minuit och litteraturteoretikern Jean Ricardou i den avantgardistiska tidskriften Tel Quel.  

## Inflytande
Den nya romanen har även haft inflytande på författare inom andra språkområden. Mario Vargas Llosas roman Staden och hundarna  är exempel på en berättarteknik som influerats av den nya romanen. Lawrence Ferlinghettis roman Her hör också hit, liksom den tyske författaren Rolf Dieter Brinkmanns prosaarbeten och tidiga romaner av J.M.G. Le Clézio. I svensk litteratur märks inflytande från den nya romanen i experimentella romaner från 1960-talet av Per Olov Enquist, Per Olof Sundman och Torsten Ekbom. Den nya romanens författare, som själva var influerade av filmkonst, hade också betydelse för den franska nya vågen inom film.

### Webbkällor
- "Nya romanen" i Nationalencyklopedin
- ”Noveau roman” (på engelska). Writers history. Arkiverad från originalet den 6 februari 2015. https://web.archive.org/web/20150206050048/http://writershistory.com/index.php?option=com_content&task=category&sectionid=4&id=27&Itemid=40.